# Oneta (Lombardei)
Oneta ist eine Gemeinde in der Provinz Bergamo in der italienischen Region Lombardei mit 557 Einwohnern (Stand 31. Dezember 2023). Das Gemeindegebiet erstreckt sich über eine Höhe von 740 m bis zu 1231 m s.l.m.

## Geographie
Oneta liegt 20 km nordöstlich der Provinzhauptstadt Bergamo und 70 km nordöstlich der Metropole Mailand.
Die Nachbargemeinden sind Colzate, Cornalba, Gorno, Oltre il Colle, Premolo und Vertova.

## Sehenswürdigkeiten
- Die Kapelle Madonna del Frassino aus dem Jahre 1502, die zahlreiche wertvolle Werke enthält
- Die Pfarrkirche all’Assunta aus dem 16. Jahrhundert, die wichtige Werke von Andrea Fantoni enthält und deren Kirchturm im Mittelalter ursprünglich als Wachturm diente
- Die Pfarrkirche S.Antonio aus dem Jahr 1575
- Die Pfarrkirche San Bartolomeo, entstanden zwischen dem 17. und dem 18. Jahrhundert